# Fontienne
Fontienne település Franciaországban, Alpes-de-Haute-Provence megyében. Lakosainak száma 131 fő (2022. január 1.). Fontienne Forcalquier, Revest-Saint-Martin, Saint-Étienne-les-Orgues és Sigonce községekkel határos.

## Népesség
A település népességének változása:
| Lakosok száma | 25   | 52   | 73   | 131  | 131  | 129  | 128  | 133  | 135  | 131  |
|               | 1968 | 1982 | 1990 | 2006 | 2013 | 2015 | 2017 | 2019 | 2020 | 2022 |